# Calendrier luni-solaire
 (juin 2015).
Si vous disposez d'ouvrages ou d'articles de référence ou si vous connaissez des sites web de qualité traitant du thème abordé ici, merci de compléter l'article en donnant les références utiles à sa vérifiabilité et en les liant à la section « Notes et références ».
Un calendrier luni-solaire (ou lunisolaire), tel que les calendriers gaulois de Coligny, hébraïque, samaritain, hindou, ou chinois agricole (et ses dérivés, vietnamien, coréen, mongol ou tibétain), est fondé à la fois sur le cycle annuel du Soleil, pour le décompte des années, et sur le cycle régulier des phases de la Lune pour le décompte des mois.
Pour arriver à faire correspondre le cycle des saisons avec celui des mois, ces calendriers sont basés sur un calendrier lunaire mais où l'année est ajustée environ tous les trois ans avec un mois intercalaire. En effet, douze mois lunaires ont une durée approximativement égale à 354,36705 jours (12 × 29,53058), soit environ 11 jours (10,87514 exactement) de moins qu'une année solaire, ce qui produit très vite une dérive par rapport aux saisons dans un calendrier lunaire comme le calendrier hégirien.

## Décalage entre mois et années
L'origine du décalage vient de la différence entre l'année tropique de 365,242 189 8 jours, qui rythme les saisons, et la période synodique de 29,530 588 853 jours, qui rythme les phases de la Lune. Le rapport entre ces deux nombres est de 12,368 266 4 mois par an, si bien que l'année a douze mois et un peu plus d'un tiers.
Le développement en fraction continue de ce rapport donne :
- 12⁄1 au premier ordre : une année comprend à peu près douze mois lunaires. Avec cette approximation, qui est celle du calendrier hégirien, l'équinoxe parcourt le cycle de douze mois tous les 32 ans.
- 37⁄3 au second ordre : il faudra rajouter à peu près un mois complémentaire tous les trois ans. Avec cette approximation, d'une année à l'autre le début de l'année musulmane se décale donc de dix à douze jours par rapport aux saisons (en moyenne de 10,875 523… jours par an).
- 235⁄19 au troisième ordre : il faudra rajouter sept mois complémentaires tous les 19 ans. Avec cette approximation, qui est celle du cycle de Méton, la différence est de un jour complet après 312,5 années tropiques.
- 12628⁄1021 au quatrième ordre : ce cycle demanderait de répartir 376 mois supplémentaires sur un cycle de 1021 ans.

Les deux approximations ayant une valeur pratique sont 37⁄3 et 235⁄19.
La deuxième approximation signifie que d'une année sur l'autre, à date constante, la Lune aura à peu près un tiers de mois lunaire d'avance par rapport à l'année précédente, et donc retrouvera sensiblement la même position dans le ciel au bout de trois ans. Cela peut servir à prédire près de quelle constellation la lune sera pleine. En rajoutant un treizième mois environ tous les trois ans, on arrive à faire correspondre ces années de douze ou treize mois lunaires avec l'année solaire qui rythme les saisons. Une année à treize mois est appelée année embolismique. 
Avec la troisième approximation, il faut ajouter sept mois complémentaires tous les 19 ans, au lieu de le faire en 21 ans comme dans l'approximation précédente. Le nombre d'années séparant deux embolismes, au lieu de former un rythme régulier de [3, 3, 3, 3, 3, etc.], doit être réduit deux fois par cycle à un intervalle de deux : [3, 3, 3, 2, 3, 3, 2].
Avec ce type de calendrier, tous les 19 ans, les mêmes dates de l'année correspondent aux mêmes phases lunaires. En effet, 19 années tropiques et 235 mois synodiques ne diffèrent que de deux heures ; c'est le cycle métonique.

## Calendriers
Les calendriers luni-solaires ont été utilisés par plusieurs civilisations antiques comme les Chinois, les Grecs, les Romains, les Gaulois et les Macédoniens, fort probablement afin de suivre le rythme des saisons pour des raisons agricoles dans des régions tempérées aux saisons bien marquées.
Dans les calendriers traditionnels chinois ou de type chinois, on ajoute un mois intercalaire 7 fois en 19 ans.
Les années n'ont donc pas toutes le même nombre de jours, ni même le même nombre de mois.
19 n'étant pas divisible par 7 (c'est même un nombre premier), la détermination des années concernées était autrefois complexe et faisait appel à des conjonctions de planètes. La règle actuelle consiste à prendre le quantième de l'année grégorienne, diviser par 19 et examiner le reste r de la division. S'il est de 0, 3, 6, 9, 11, 14, 17, alors l'année lunaire correspondante aura un mois intercalaire.
Exemples de correspondances solaires des années lunaires embolismiques : 2017 (r = 3), 2020 (r = 6), 2023 (r = 9), 2025 (r=11), 2028 (r=14), etc. Concernant la place du mois intercalaire et son nombre de jours, se référer à un article plus complet.
Une règle simple pour déterminer soi-même le Nouvel An lunaire de type chinois : prendre la date de la nouvelle lune ayant lieu entre le 21 janvier et le 21 février. D'après le calcul publié dans l'article cité, cette règle sera encore exacte pour les 920 prochaines années au minimum. À cause de la différence de longitudes entre l'Europe et les capitales concernées (Pékin, Hanoi,..), cette date peut parfois avoir 1 jour de différence avec la date officielle en Asie. Pour une raison similaire, la date du Nouvel An lunaire peut présenter un décalage d'un jour avant ou après, entre pays différents (p. ex. entre la Chine - longitude de référence 120 °E - et le Viet Nam - 105 °E - cela se produit avec une périodicité de 23 ans ). Mais le décalage ne se propage pas au delà de quelques mois, de sorte qu'il est souvent inaperçu.
De nos jours, les calendriers luni-solaires des anciens Hébreux et de la Chine impériale ne sont utilisés que pour déterminer les dates des fêtes religieuses ou traditionnelles.